# Hans-Jürgen Müller (Kunsthändler)
Hans-Jürgen Müller (* 8. April 1936 in Ilmenau; † 27. Mai 2009 in Stuttgart) war ein deutscher Galerist und Autor. Er war Mitbegründer des Kölner Kunstmarkts, realisierte zahlreiche Ausstellungen und besaß eine eigene umfangreiche Kunstsammlung. 1984 entwickelte der das Zukunftsprojekt „ATLANTIS“, das er ab 1993 unter dem Titel „Zukunftswerkstatt MARIPOSA“ auf Teneriffa realisierte.

## Leben
Hans-Jürgen Müller wurde 1936 in Ilmenau geboren und besuchte ab dem Alter von 10 Jahren wegen Differenzen mit seinem Vater ein Internat in Korntal bei Stuttgart. Nachdem sein Vater 1948 enteignet worden war, konnte er das Schulgeld nicht mehr bezahlen und Hans-Jürgen Müller musste nach Ilmenau zurückkehren. Er erlernte in der DDR den Beruf des Schriftsetzers. Müller übersiedelte 1952 nach Stuttgart. 1954 wurde er Herstellungsleiter der damals bedeutendsten Zeitschrift für das Grafische Gewerbe, des Druckspiegels.
1958 gründet er in Stuttgart eine Galerie, die er zunächst Galerie Rauls nannte. Kurze Zeit später wurde diese zur Galerie Müller (heute Galerie Artlantis Stuttgart). Dort zeigte er unter anderem Ausstellungen von Cy Twombly, Willi Baumeister, Morris Louis, Robert Mangold, Peter Brüning, Günther Uecker, Dieter Roth und Jesús Rafael Soto. Er baute die Sammlung „Kurt Fried“ auf, die jetzt im Ulmer Museum zu sehen ist. In der Folge organisierte Müller einen Künstleraustausch mit Ungarn und Japan. 1967 war er Mitbegründer des „1. Kölner Kunstmarkts“, der ersten europäischen Kunstmesse (heute Art Cologne). 1969 eröffnete die Kölner Galerie Müller im Galerienhaus Lindenstraße. Dort zeigte er Ausstellungen von Friedrich Vordemberge-Gildewart, Arnulf Rainer, Al Held, Rupprecht Geiger, Robin Page, Robert Filliou, Georg Karl Pfahler, Utz Kampmann und weiteren Künstlern. 1971 gründete er die Kölner Kunst-Börse.

## Medien und Konzepte
1972 gab er eine eigene Kunstzeitschrift, den Kunst-Spiegel, heraus. 1973 übergab er seine Galerie an die Mitarbeiter und übersiedelte nach Teneriffa. Dort schrieb er das 1976 erschienene Buch Kunst kommt nicht von können und erarbeitete das Konzept „Neue Lebensformen durch Kunst – Futura“.
1976 kehrte er nach Stuttgart zurück und begann zusammen mit Rolf Krauss den Aufbau der Sammlung „Kunst mit Photographie“, die heute Eigentum der Staatsgalerie Stuttgart ist. 1978 begann er mit Ursula Schurr und Max Hetzler mit der Konzeption der Ausstellung „Europa '79 – Kunst der 80-er Jahre“, in der erstmals Arbeiten von Tony Cragg, Enzo Cucchi, Francesco Clemente, Reinhard Mucha, Günther Förg, Julião Sarmento, Isa Genzken und anderen jungen Künstlern zu sehen waren. Es erschien die 2. Kunstzeitschrift Allianz.
In den Jahren 1979–1982 war er am Aufbau weiterer großer Privatsammlungen beteiligt, wie der bedeutenden Informel-Sammlung von Dieter Grässlin, St. Georgen, der Avantgarde-Sammlung Metzger, Bochum, (Junge Wilde) und der Sammlung Udo + Ute Scharpff u. a.
1982 eröffnete er zusammen mit Helga Müller neue Galerieräume in Köln, Schaafenstr. 25. Die daraufhin gegründete A®tlantis Kunst + Design GmbH zeigte Ausstellungen von Künstlern wie Thomas Huber, Jan Knap, Blalla W. Hallmann, Peter Angermann, Robert Hartmann, Ulrike Zilly, Heinz Zolper u. a.
Von 1979 bis 1984 baute Müller zusammen mit Johann-Karl Schmidt, damals Kustos des Hessischen Landesmuseums Darmstadt, für dessen Neubau die Sammlung „Tiefe Blicke – Kunst der achtziger Jahre“ auf, die Kunstwerke aus der Bundesrepublik Deutschland (z. B. Dahn, Dokoupil, Förg, Mucha, Kippenberger, Klingenhöller, A. Oehlen), der DDR (Anderson, Ebersbach, Kerbach, Schleime, Sandner), Österreich (Anzinger, Mosbacher, Schmalix, Stimm, Tezak) und der Schweiz (Disler, Eigenheer, Fischli-Weiß, Ikemura, Schnyder, Wanner) umfasst und seither als Leihgabe im Hessischen Landesmuseum Darmstadt beheimatet ist.
1987 eröffnete Müller in Stuttgart den „Kunstloft A®tlantis“ und zeigte bis 1994 eine Reihe von Ausstellungen wie: „100 Jahre VfB Stuttgart“, „Portrait-Ausstellung Gerhard Meyer-Vorfelder“, Blalla W. Hallman, Teun Hocks, „Stuttgart-Bilder“ mit Arbeiten von Max-Ulrich Franz, Fred-Engelbert Knecht, Jürgen Kleinmann, Dirk Larsen und Heinz Zolper – außerdem Design und ethnologische Kunst aus Afrika, Australien und Südamerika.

## Projekt „Mariposa“
1984 hoben Hans-Jürgen Müller und seine Frau Helga Müller das Zukunftsprojekt „Atlantis“ aus der Taufe. Die geschah mit dem Ziel, einen Beitrag zur „notwendigen gesellschaftlichen Kursänderung zu leisten und nachhaltige Konzepte für eine ästhetisch und kulturell gesteuerte Zukunft entwickeln zu helfen“.
1985 wurde der Architekt Léon Krier mit dem Entwurf des Projekts beauftragt. Dieses und der Entwurf Kriers wurden 1987 als erstes im Deutschen Architektur-Museum Frankfurt (Katalog) und in der Folgezeit durch zahlreiche Ausstellungen (Stuttgart – Galerie der Stadt), Zürich (Architekturforum der ETH - Katalog), Brüssel (Fondation pour l’Architecture – Katalog), Bologna (Universität, Architektur-Fakultät) u. a.) sowie eine große Reihe von Vorträgen und Diskussionen der Öffentlichkeit vorgestellt.
Im Juli 1989 machte der Vorstandssprecher der Deutschen Bank, Alfred Herrhausen, „ATLANTIS“ zur Vorstandssache der Deutschen Bank. Im September wurde er jedoch Opfer eines Attentats und das Vorhaben konnte nicht umgesetzt werden. In den 90er Jahren folgten Ausstellungen des Entwurfs im Guggenheim-Museum, N.Y., Museum of Modern Art, Tokio; Ludwig-Museum, Köln; MOCA, Los Angeles; der Fundaçao Bienal, São Paulo, an der Universität in Yale(mit Peter Eisenman) usw.
1989 entwickelte der Stuttgarter Architekt Frei Otto das wesentlich kleiner angelegte Projekt mit dem Titel „MARIPOSA“, dem spanischen Wort für „Schmetterling“, das 1990 in Santa Cruz / Teneriffa präsentiert wurde. Leichtbauweise und nachhaltige Konstruktionen – aber auch der Schmetterling als Symbol der in der Chaos-Theorie entdeckten Wirkweise kleiner Impulse mit weitreichenden Wirkungen – waren Namensgeber.
Auf Einladung Jan Hoets konnte das „Kulturprojekt Atlantis“ 1992 trotz eines Brandanschlags zehn Tage vor der Eröffnung während der 100 Tage der documenta IX in einem eigenen Pavillon auf dem Friedrichsplatz in Kassel präsentiert werden.
1991 brachte Hans-Jürgen Müller das Buch ATLANTIS–MARIPOSA, Geschenk 2000 heraus, das in einer Vielzahl von Textbeiträgen die Philosophie und Ziele von „ATLANTIS“ vorstellt. 1992 folgte die Gründung der Atlantis Kulturpreis-Stiftung. Preisträger sind unter anderen Heinrich Klotz, Bazon Brock, Helmut A. Müller (Hospitalhof Stuttgart), Alexander U. Martens (Aspekte) u. a.
1992 drehte ein Team des SWR unter der Regie von Rudij Bergmann den Film „Mensch Müller, lass die Welt doch untergehn“. 2001 nahm MARIPOSA an den Themenausstellungen: „Die Lebensreform“, Institut Mathildenhöhe Darmstadt – Katalog; „Künstlerkolonien in Europa“, Germanisches Nationalmuseum, Nürnberg – Katalog – teil. 2002 an der Themenausstellung „Glück – Stadt – Raum“, Akademie der Künste, Berlin – György Konrád; Katalog.
2003 verlieh der Club of Budapest im Neuen Schloss Stuttgart (Laudatio Bundesministerin E. Bulmahn) den „Change-the-World-Award“ an Helga und Hans-Jürgen Müller für die Schaffung des Kulturprojekts MARIPOSA (Wahl unter die „10 besten Projekte der Welt“ – als einziges Kultur-Projekt).

### Realisierung des Kulturparks MARIPOSA
1993 begannen die Bauarbeiten am Kulturprojekt Mariposa in Arona auf Teneriffa. Die Entwürfe von Léon Krier und Frei Otto wurden nicht weiter verfolgt. Vielmehr war das Ziel nun eine Gestaltung ohne Architekturpläne, sondern – entwickelt unter der Mitwirkung von vielen Künstlern – aus dem spiritus loci. Seither beteiligten sich über 80 Künstler und Kunsthandwerker aus aller Welt an der Gestaltung des Geländes, u. a. aus England, USA, Neuseeland, Spanien, Russland.
1995 beauftragte das ZDF Gero von Böhm mit der Produktion eines Dokumentarfilms mit dem Titel „Schmetterlingsträume – die Geschichte einer Utopie“ (unter Mitwirkung von Thor Heyerdahl), der 1996 über den Sender und ARTE ging.
2000 fand die erste Veranstaltung auf MARIPOSA statt: das 1. Mariposion® - „Macht und Einfluss – Synergien wagen“. Im Rahmen der 2006 gegründeten „Bildungsoffensive MARIPOSA“ finden seither weitere Symposien, hier Mariposien® statt, Teilnehmer sind Oberstufenschüler von Gymnasien, Lehrer und seit 2010 Hochschulprofessoren verschiedener Fakultäten, die gemeinsam an der Entwicklung neuer Bildungskonzepte mit dem Schwerpunkt ästhetischer Lehrinhalte arbeiten. Wissenschaftlicher Leiter ist der Philosoph und Soziologe Joachim Rossbroich, der 2017 für MARIPOSA eine Publikation herausgeben sollte, welche die Ergebnisse zusammenfasst.
Philosophische Workshops mit z. B. mit Nida-Rümelin und Reinhard Knodt, aber auch viele Workshops waren „Schau- und Denkplatz für Vordenker“. MARIPOSA steht interessierten Institutionen offen, den Ort zu nutzen für Meetings, Strategie-Tagungen, Workshops, Sabbaticals usw. Im Januar 2006 erklärte die Regierung der Kanarischen Inseln das Kulturprojekt Mariposa zum „Öffentlichen Interesse“.

## Veröffentlichungen
- Kunst kommt nicht von können. Verlag für moderne Kunst, Zirndorf 1976, ISBN 3-7630-1621-X.
- „ATLANTIS“ –MARIPOSA – Eine Zwischenbilanz. Weitbrecht-Verlag, Stuttgart 1991, ISBN 978-3-5227-0890-6.
- „Zukunftswerkstatt MARIPOSA“, Verlag Lindinger & Schmitt, Regensburg 2001, ISBN 978-3-9299-7044-9.
- MARIPOSA: Zauber eines Gartens. Wasmuth-Verlag, Tübingen 2007, ISBN 978-3-8030-3323-9.
- Die Geschichte einer Idee: MARIPOSA. Unvollständiger Tatsachenbericht. parsprototo, Stuttgart 2007, ISBN 978-3-938023-33-4.
- Reflexionen, die sich lohnen. parsprototo, Stuttgart 2009, ISBN 978-3-938023-47-1.

## Filme
- „Mensch Müller, laß’ die Welt doch untergehen!“ SWR-Fernsehfilm, von Rudij Bergmann (45 Min.), 1992.
- ZDF / ARTE, Fernsehfilm von Gero v. Boehm (mit einer Stellungnahme von Thor Heyerdahl)
- „Schmetterlingsträume – die Geschichte einer Utopie“. 1995/96.
- ZDF – Jugend-Mariposion® 2010. 15 Minuten DVD. 2010.